# Projekt GNU

Logo GNU

Projekt GNU – przedsięwzięcie mające na celu stworzenie kompletnego, wolnego, uniksopodobnego systemu operacyjnego GNU, zapoczątkowane w styczniu 1984 roku przez Richarda Matthew Stallmana.

## Historia
Pierwsze ogłoszenie projektu GNU miało miejsce w 27 września 1983 roku. Była to wiadomość wysłana przez Richarda Stallmana na grupach dyskusyjnych net.unix-wizards i net.usoft, jednak prace nad systemem GNU rozpoczęły się dopiero w styczniu 1984 roku, po odejściu Stallmana z Massachusetts Institute of Technology (MIT). Odejście to było jego zdaniem konieczne, aby MIT nie rościł sobie praw autorskich do systemu.
W marcu 1985 roku w czasopiśmie Dr. Doob’s Journal of Software Tools został wydany Manifest GNU, który miał na celu pozyskanie współpracowników i wsparcia.
Pierwszym programem stworzonym w ramach projektu był edytor GNU EMACS rozpowszechniany za pomocą mieszczącego się na uniwersytecie MIT anonimowego serwera FTP prep.ai.mit.edu, oraz wysyłany na taśmie w cenie 150 dolarów.
W 1985 roku powołana została Fundacja Wolnego Oprogramowania (ang. Free Software Foundation), aby zdobyć źródła finansowania.
W 1989 powstała pierwsza wersja Powszechnej Licencji Publicznej GNU.

## Filozofia
Projekt GNU uznaje, że komputery i technologie cyfrowe pozwalają na znaczne ułatwienie rozpowszechniania i modyfikowania informacji, jednak utrudnia to niedostosowany do nich system praw autorskich pochodzący z dawnych czasów. Projekt ten uznaje ponadto, że spowodowane prawem autorskim utrudnienia dostępu do programów powodują utrudnienia w użytkowaniu i rozwoju oprogramowania, oraz naruszenie spójności społeczeństwa.
Alternatywą dla oprogramowania prawnie zastrzeżonego miałoby być wolne oprogramowanie, czyli takie które spełnia cztery następujące warunki:
1. Wolność uruchamiania programu, w dowolnym celu.
2. Wolność analizowania działania programu, oraz dostosowywania go do własnych potrzeb, gdzie warunkiem koniecznym jest dostęp do kodu źródłowego.
3. Wolność rozpowszechniania kopii programu.
4. Wolność udoskonalania programu i publicznego rozpowszechniania własnych ulepszeń.

GNU sprzeciwia się patentom na oprogramowanie, ponieważ według projektu niemal każdy innowacyjny program wykorzystuje nowe metody, a to czy zostały już wcześniej opatentowane zależy od szczęścia, co z kolei znacznie utrudnia tworzenie nowych programów.

Manewrowanie w labiryncie patentów będzie trudniejsze niż pisanie programów.

Projekt sprzeciwia się także tzw. zaufanej technice komputerowej (ang. Trusted Computing), nazywanej przez niego „zdradziecką techniką komputerową” (ang. Treacherous computing), oraz systemom DRM nazywanym przez niego Systemem Zarządzania Cyfrowymi Restrykcjami (ang. Digital Restrictions Management), które pozwalają dostawcom oprogramowania na przejęcie kontroli nad komputerem ich użytkownika.

Jeśli Microsoftowi lub rządowi Stanów Zjednoczonych nie spodoba się to, co napisaliście w jakimś tekście, mogą przesłać nowe instrukcje, nakazujące wszystkim komputerom, żeby każdemu odmawiały pozwolenia na przeczytanie tego dokumentu. Po załadowaniu nowych instrukcji, każdy komputer będzie posłuszny.

Zdaniem projektu GNU wolne oprogramowanie powinno posiadać także wolną dokumentację, która pozwala użytkownikowi na jej redystrybucje, oraz modyfikacje i dystrybucje zmodyfikowanych wersji. Konieczność ta nie dotyczy jednak wszelkiego rodzaju treści, np. artykułów opisujących prywatne poglądy, jednak według projektu w przypadku publikacji elektronicznych prawo powinno zezwalać na niekomercyjne ich kopiowanie. Szczególnym przypadkiem jest tu literatura naukowa, wydawana w formie elektronicznej. Zdaniem projektu, każdy powinien mieć prawo do rozpowszechniania kopii takich prac. W tym przypadku Richard Stallman powołuje się na Konstytucję Stanów Zjednoczonych.

Konstytucja USA mówi, że prawo autorskie istnieje, „aby popierać rozwój nauki”. Gdy prawo autorskie utrudnia postęp nauki, nauka musi usunąć prawo autorskie ze swojej drogi.

Projekt ten wspiera też wolność słowa, publikacji, zrzeszania się w internecie, prawo do szyfrowania prywatnej korespondencji i połączeń sieciowych, oraz prawo do tworzenia oprogramowania.

## Free Software Foundation

Logo FSF

Fundacja Wolnego Oprogramowania (ang. Free Software Foundation, w skrócie FSF) została założona w 1985 roku celem wsparcia Projektu GNU, oraz innego wolnego oprogramowania.
Pierwotnym źródłem finansowania było przejecie sprzedaży edytora GNU EMACS, dzisiaj pomimo przyjmowania darowizn głównym źródłem przychodów pozostaje sprzedaż wolnego oprogramowania, wolnych instrukcji, oraz związane z tym usługi.
Pracownicy FSF stworzyli wiele pakietów oprogramowania GNU, w tym bibliotekę C oraz powłokę bash.

## System GNU

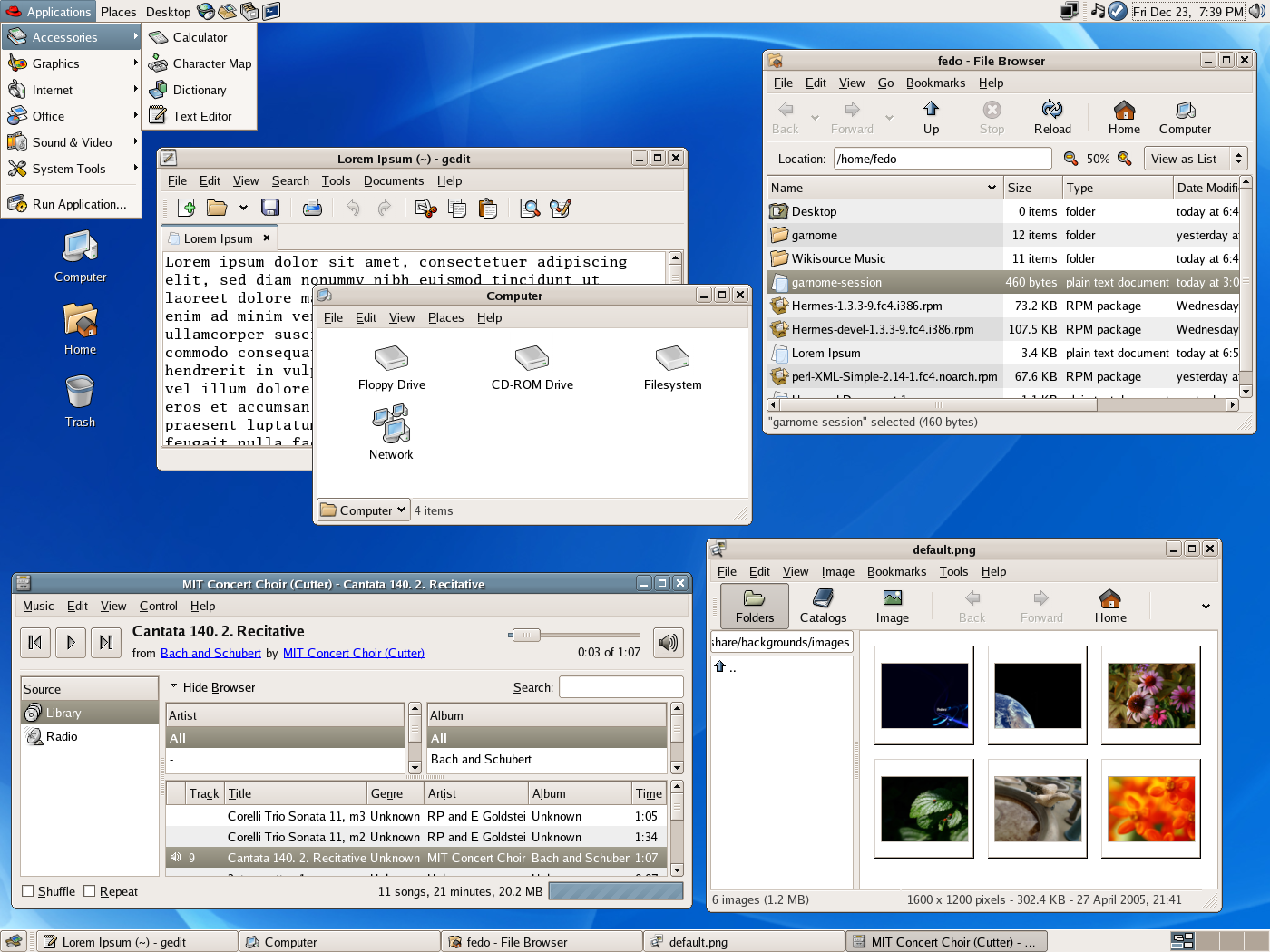
zrzut ekranu GNOME – środowiska graficznego systemu GNU

GNU to wolny, uniksopodobny system operacyjny, którego tworzenie zostało zapoczątkowane w 1984 roku, przez Richarda Stallmana. W systemie tym skorzystano z istniejących już wolnych programów takich jak X Window System, czy TeX.
Od początku lat 90. XX wieku GNU poza jądrem jest kompletnym systemem operacyjnym, lukę tę wypełniło jednak jądro Linux. Obecnie GNU/Linux jest szeroko stosowanym wariantem systemu GNU, system oparty na jądrze GNU Hurd jest już gotowy do wypróbowania.

## Copyleft

Symbol copyleft – odwrócony symbol copyright

Copyleft („Lewo autorskie”) to stworzony przez Richarda Stallmana system licencjonowania wolnego oprogramowania, nakazujący aby wszystkie zmodyfikowane wersje programu również były wolne. Termin ten jest odwrotnością terminu copyright (prawo autorskie), a przez Stallmana został zapożyczony z przysłanej mu przez Dona Hopkinsa naklejki na której widniał napis: „Copyleft (L), All Rights Reversed” („Lewo autorskie (L), Wszystkie prawa odwrócone”).
W Projekcie GNU zazwyczaj zaleca się używanie tego typu licencji (np. GNU GPL), aby kod programu nie został zamknięty w innym, niewolnym programie, oraz aby zachęcić innych do uczynienia swoich programów wolnymi.